# Anne-Marie Loriot
Pour les articles homonymes, voir Loriot.
Anne-Marie Loriot, née le 12 août 1956, est une kayakiste de course en ligne française.
Aux Jeux méditerranéens de 1979, elle est médaillée d'or du K-4 500 mètres avec Valérie Leclerc, Martine Legault et Frédérique Barouh, ainsi qu'en K-1 500 mètres. 
Elle dispute les Jeux olympiques d'été de 1976, où elle est éliminée en demi-finales de K-2 500 mètres avec Sylvaine Deltour, et les Jeux olympiques d'été de 1980, terminant sixième de la finale de K-2 500 mètres avec Valérie Leclerc. 